# Copa da Alemanha de Futebol de 2014–15

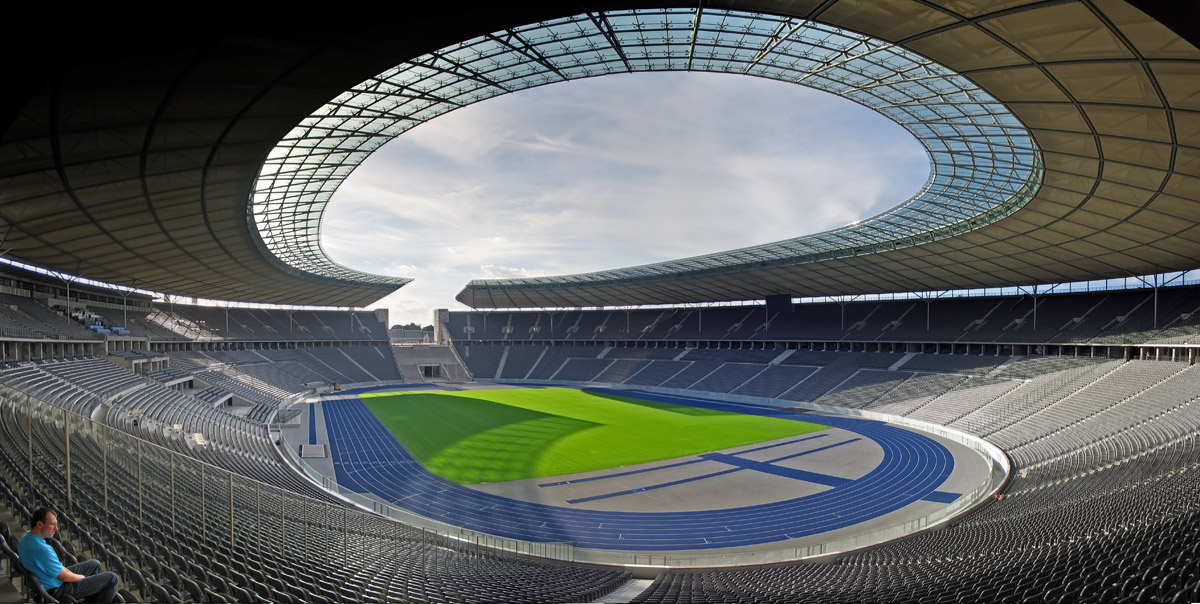
Estádio Olímpico de Berlim

A Copa da Alemanha (português brasileiro) ou Taça da Alemanha (português europeu) (em alemão: DFB-Pokal 2014/15) foi a 72ª edição dessa competição alemã, organizada  pela Federação Alemã de Futebol. Começou no dia 15 de agosto de 2014 e terminou em 30 de maio de 2015 com a final no Estádio Olímpico de Berlim.
Wolfsburg sagrou-se campeão ao derrotar o Borussia Dortmund por 3x1, assim conquistando seu primeiro título da competição.

## Segunda Eliminatória
| Equipe 1            | Resultado   | Equipe 2                 |
| ------------------- | ----------- | ------------------------ |
| Würzburger Kickers  | 0–1         | Eintracht Braunschweig   |
| TSV 1860 München    | 2–5         | SC Freiburg              |
| 1. FC Magdeburg     | 2–2 (4–5 p) | Bayer Leverkusen         |
| RB Leipzig          | 3–1         | FC Erzgebirge Aue        |
| Eintracht Frankfurt | 1–2         | Borussia Mönchengladbach |
| Hoffenheim          | 5–1         | FSV Frankfurt            |
| Wolfsburg           | 4–1         | 1. FC Heidenheim 1846    |
| Kickers Offenbach   | 1–0         | Karlsruher SC            |
| Arminia Bielefeld   | 0–0 (4–2 p) | Hertha Berlim            |
| VfR Aalen           | 2–0         | Hannover 96              |
| Chemnitzer FC       | 0–2         | Werder Bremen            |
| MSV Duisburg        | 0–0 (1–4 p) | 1. FC Köln               |
| Dynamo Dresden      | 2–1 (gf)    | VfL Bochum               |
| Kaiserslautern      | 2–0         | Greuther Furth           |
| FC St. Pauli        | 0–3         | Borussia Dortmund        |
| Hamburgo            | 1–3         | Bayern de Munique        |

## Oitavas de Final
| Equipe 1          | Resultado | Equipe 2                 |
| ----------------- | --------- | ------------------------ |
| Dynamo Dresden    | 0–2       | Borussia Dortmund        |
| VfR Aalen         | 0–2       | Hoffenheim               |
| SC Freiburg       | 2–1       | FC Köln                  |
| Bayer Leverkusen  | 2–0       | Kaiserslautern           |
| RB Leipzig        | 0–2       | Wolfsburg                |
| Arminia Bielefeld | 3–1       | Werder Bremen            |
| Kickers Offenbach | 0–2       | Borussia Mönchengladbach |
| Bayern Munique    | 2–0       | Eintracht Braunschweig   |

## Quartas de Final
| Equipe 1          | Resultado   | Equipe 2                 |
| ----------------- | ----------- | ------------------------ |
| Bayer Leverkusen  | 0–0 (3–5 p) | Bayern Munique           |
| Borussia Dortmund | 3–2         | Hoffenheim               |
| Wolfsburg         | 1–0         | SC Freiburg              |
| Arminia Bielefeld | 1–1 (5–4 p) | Borussia Mönchengladbach |

## Semifinais
| Equipe 1          | Resultado  | Equipe 2          |
| ----------------- | ---------- | ----------------- |
| Bayern Munique    | 1–1(0-2 p) | Borussia Dortmund |
| Arminia Bielefeld | 0–4        | Wolfsburg         |

## Final
| Equipe 1          | Resultado | Equipe 2  |
| ----------------- | --------- | --------- |
| Borussia Dortmund | 1–3       | Wolfsburg |